# Henrick Carbasius
Henrick Carbasius Boudewijnszoon (Hoorn, 1 maart 1761 – aldaar, 30 januari 1823) was een Hoorns regent ten tijde van de Republiek der Verenigde Nederlanden en de Franse tijd, en na de instelling van het Koninkrijk der Nederlanden ook landelijk politicus.
Henrick was lid van de familie Carbasius en zoon van Boudewijn Franciscus Carbasius, baljuw van Westwoud en president-schepen van Hoorn, en Wilhelmina Pennokius. Hij studeerde Romeins en hedendaags recht aan de Hogeschool te Harderwijk van 1776 tot 1779 (gepromoveerd op dissertatie), en daarna nogmaals aan de Hogeschool te Utrecht, alwaar hij op 1782 nogmaals promoveerde.
Carbasius stamde uit een Hoorns regentengeslacht, en ging dan ook al snel de lokale politiek in. Hij werd advocaat, raad in de vroedschap, schepen en weesmeester van Hoorn. Hij werd lid van de rechtbank te Hoorn, en ging aan de slag als boekhouder bij de Vereenigde Oostindische Compagnie. In de Franse tijd werd hij in 1807 benoemd tot drost van het tweede kwartier van Amstelland, en in 1811 werd hij onderprefect van het arrondissement Hoorn. Hij werd lid van de Hoornse Stedelijke Raad en wethouder. Parallel was hij enige tijd rechter-plaatsvervanger te Hoorn (vanaf 1812), en hoogheemraad van het Hoogheemraadschap de Hondsbossche Duinen tot Petten
Op 29 en 30 maart 1814 vertegenwoordigde Carbasius het departement Zuiderzee bij de Vergadering van Notabelen. Vervolgens was hij van september 1814 tot augustus 1815 lid van de Provinciale Staten van Holland, toen hij werd benoemd in de dubbele Staten-Generaal, waarin over de nieuwe Grondwet werd beslist (8-19 augustus 1815). Van september 1815 tot zijn overlijden was hij lid van de Tweede Kamer der Staten-Generaal voor de provincie Holland. Hij is benoemd tot Ridder in de Orde van de Nederlandse Leeuw.
Hij trouwde met Maria Berckhout.